# Donald Wuerl
Donald William Wuerl, född 12 november 1940 i Pittsburgh, Pennsylvania, är en amerikansk kardinal och ärkebiskop. Han var ärkebiskop av Washington från 2006 till 2018.
Enligt en rapport från en åtalsjury i delstaten Pennsylvania som publicerades i augusti 2018 ska Wuerl under sin tid som biskop av Pittsburgh ha försökt att mörklägga sexuella övergrepp begångna av katolska präster. Wuerl har tillbakavisat rapportens uppgifter. Flera röster har höjts för att Wuerl ska avgå.
Den 12 oktober 2018 accepterade påve Franciskus Wuerls avskedsansökan som ärkebiskop av Washington.

## Biografi
Donald Wuerl prästvigdes 1966. Han studerade vid Gregoriana och senare vid Angelicum, där han 1974 blev doktor i teologi.
I november 1985 utnämndes Wuerl till titulärbiskop av Rossmarkaeum och hjälpbiskop av Seattle. Han biskopsvigdes av påve Johannes Paulus II i Peterskyrkan den 6 januari året därpå. Påven assisterades vid detta tillfälle av kardinalerna Agostino Casaroli och Bernardin Gantin.
Den 20 november 2010 upphöjde påve Benedikt XVI Wuerl till kardinalpräst med San Pietro in Vincoli som titelkyrka.

## Bilder

Kardinal Wuerls titelkyrka
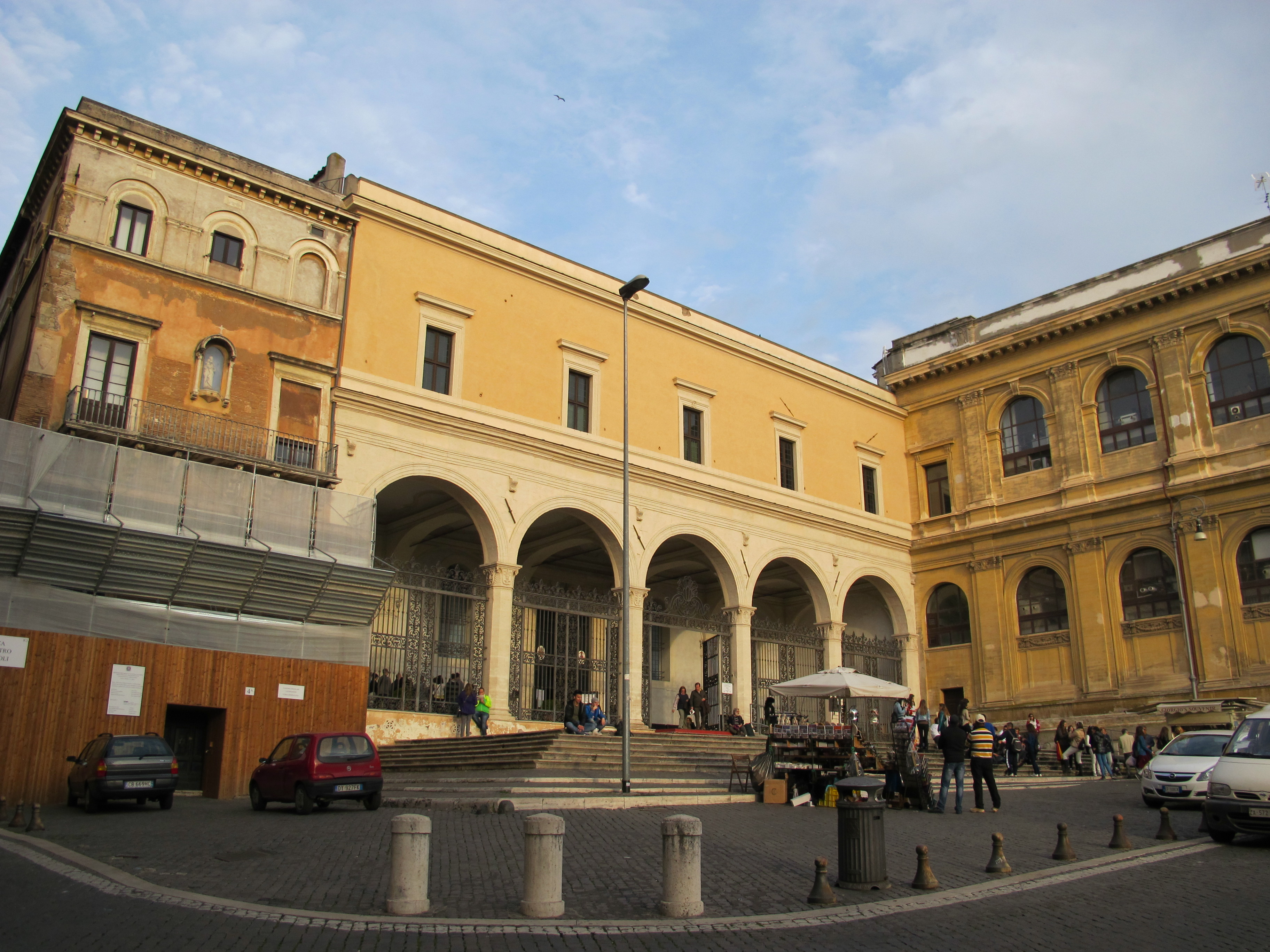
San Pietro in Vincoli.